# Афипски
Афипски (на руски: Афипский) е селище от градски тип в Русия, разположено в Северски район, Краснодарски край. Населението му през 2010 година е 18 969 души.

## Население
Населението на града през 2010 година е 18 969 души. През 2002 година населението на града е 17 977 души, от тях:
- 15 975 (88,9 %) – руснаци
- 609 (3,4 %) – арменци
- 398 (2,2 %) – украинци
- 229 (1,3 %) – гърци
- 107 (0,6 %) – германци
- 94 (0,5 %) – татари
- 89 (0,5 %) – адигейци
- 64 (0,4 %) – беларуси
- 45 (0,3 %) – цигани
- 25 (0,1 %) – грузинци
- 22 (0,1 %) – азербайджанци